# Vlčice
Vlčice es una localidad situada en el distrito de Jeseník, en la región de Olomouc, República Checa. Tiene una población estimada, a principios del año 2022, de 413 habitantes.
Está ubicada al norte de la región, sobre la parte oriental de los montes Sudetes, a poca distancia de la frontera con Polonia y con la región de Moravia-Silesia.

## Historia
Es probable que la hoy localidad de Vlčice sea el lugar al que se refiere el documento de fundación de 1248 por el cual el obispo de Breslavia le otorgó al caballero Vracivoj 40 lans sobre el río Vlčice para fundar un pueblo con colonos polacos, pero bajo la ley alemana. La Vlčice de hoy no se menciona hasta 1310.
El nombre significa lobo, pero debido a que se asocia con un río pequeño, el significado metafórico original podría aludir a la ferocidad de su caudal. El nombre alemán posterior Wildschütz se originó a partir del checo.
En el siglo XIII había 60 lans (el pueblo era uno de los más grandes), una mansión y probablemente una iglesia.
Ya en 1371 Vlčice era un feudo episcopal en poder del caballero Albert Schoff, cuyos descendientes lo ocuparon hasta 1558 (de esta familia proviene la familia de los propietarios posteriores, los condes Schaffgotsch).
En 1475 se menciona aquí una fábrica de vidrio, y en el siglo siguiente una fortaleza con un patio, una cervecería, una casa de malta y posiblemente también una fiunidición de hierro.
En 1558, Voršila Schoffová entregó la propiedad como dote su esposo Baltazar von Promnitz.
En 1582 fue adquirida por los señores von Maltitz, quienes transformaron la fortaleza en un castillo renacentista y fueron sus  propietarios hasta 1791.
La vicaría medieval aparentemente desapareció durante el período husita. Bajo la familia Maltitz, que comenzó la recapitulación de la mansión, la iglesia de madera de Santos. Bartolomé después de 1600 fue reemplazado por un ladrillo y la rectoría fue renovada en 1678. En 1732-1742 la iglesia fue reconstruida, esta vez en estilo barroco. Durante la Guerra de los Siete Años en el verano de 1759, el cuartel general del Ejército Imperial permaneció aquí por algún tiempo. En 1766 el pueblo fue golpeado por una inundación severa; En memoria y protección se tomó una estatua de San Juan de Nepomuk.
En 1791, los señores de Maltitz se extinguieron y el obispo de Breslavia, Philipp Gotthard von Schaffgotsch, otorgó un feudo a su sobrino Joseph Gotthard, Earl von Schaffgotsch, luego a su hijo Franz Anton, y luego a su hijo Rudolf Gotthard. El hijo de Rudolf, Aloys, fue el último dueño de la granja. Después del establecimiento de Checoslovaquia, la granja vendió: extensas tierras forestales a la familia Kutz, propietarios de la finca de Bílá Voda, y un castillo, patio y campos, una destilería y una fábrica de mermeladas a la familia Schubert, cuya familia pertenecía a 1945.
Además de los negocios de alimentos mencionados anteriormente, Vlčice era principalmente una comunidad agrícola. La industria no se ha desarrollado aquí y, por lo tanto, la población ha disminuido lentamente. El perfil rural tradicional también correspondía a la orientación política predominante de la población hacia el Partido Cristiano-Social.
Durante la Segunda Guerra Mundial hubo un campo de prisioneros. Después de 1945 los habitantes alemanes fueron desplazados. El asentamiento posterior a la mitad de la población anterior a la guerra puede considerarse relativamente exitoso en comparación con algunos de los municipios circundantes. Pequeñas insurgencias artesanales y luego la destilería desapareció. La granja señorial confiscada se incorporó a la State Farm en Javorník en 1949; El castillo fue utilizado como escuela y como instalación recreativa de las minas de Ostrava-Karviná, de las que es propietario, pero desde 1992 no se ha utilizado.
El 1 de enero de 1985, Vlčice fue anexionada a Javorník, pero el 23 de noviembre de 1990 se independizó nuevamente.
El 26 de junio de 2009, una inundación invadió el pueblo y cobró dos vidas. Una de las víctimas era el comandante de los bomberos voluntarios locales.
Vlčice es miembro de la microrregión de Javornicko, una unión de municipios establecida en 2001. El municipio también ha sido miembro de la Asociación de Ciudades y Municipios de la Región de Jeseník (SMOJ) desde 1993, que consiste en los municipios del distrito de Jeseník, y desde 1997 un miembro de la Eurorregión Praděd.
A finales del siglo XVII se fundó un asentamiento llamado Hřibová a 2,5 km al oeste de Vlčice. En el norte, era adyacente a la aldea Zastávka perteneciente a Uhelná. Los habitantes se ganaban la vida con la agricultura a pequeña escala, el pastoreo y la madera. En 1836 había 24 casas y en 1930 había 19 casas. No se resolvió después de 1945 y finalmente desapareció alrededor de 1965.